# Saison 1938-1939 de l'Associação Académica de Coimbra
Maillots
Dernière mise à jour : 26 mars 2014.
Chronologie
Saison précédente Saison suivante
La saison 1938-39 est la cinquième saison du club des étudiants en championnat du Portugal de I Divisão. Cette saison est aussi celle de la première coupe du Portugal. Après avoir gagné le championnat de l'AF Coimbra, l'Académica participe au championnat du Portugal dont il termine à la cinquième place et gagne la première coupe du Portugal, entrant ainsi dans l'histoire du football portugais.
L'équipe est dirigée par l'entraîneur portugais Albano Paulo, qui est de retour à la tête de la Briosa.

## Effectif
Composée exclusivement d'étudiants il y a très peu de changement d'une saison à l'autre c'est pour cela que l'équipe de la saison 1938-39, est peu de chose prêt la même que la saison précédente.
Arnaldo Carneiro, est le joueur en évidence cette saison, arrivé du FC Porto lors de la saison précédente, il explose cette saison prenant la 3e place de meilleur buteur du championnat portugais, avec 14 buts, derrière deux anciens coéquipiers de Porto (Costuras 18 buts, et Carlos Nunes 15 buts). Il marque aussi 6 buts en coupe, dont 2 lors de la finale face au SL Benfica.

## Les rencontres de la saison

### Campeonato Nacional da I Divisão
Cette saison, le championnat portugais change de nom et devient Campeonato Nacional da I Divisão. Cette édition comporte 8 équipes et se dispute en match aller-retour.
L'Académica est loin de la première place et se voit contraint tout au long de la saison à se battre afin d'éviter la relégation, mais comme la saison précédente les étudiants réussissent le maintien.
Pour les 3 premiers matchs de la saison la Briosa doit rencontrer les "trois grands", ce qui lui vaut 3 défaites d'affilée. Par la suite ces derniers remportent des matchs et naviguent dans le ventre mou du championnat portugais. Néanmoins le club évite assez rapidement la relégation grâce aux mauvais résultats du club lisboète du Casa Pia AC, qui ne compte qu'une seule victoire et 13 défaites.
La dernière journée voit s'opposer les clubs du FC Porto et du Benfica Lisbonne. Les joueurs de la capitale du nord ont deux points d'avance sur les rouges de Lisbonne, ce match est donc décisif afin de déterminer le champion 1939. Le match se solde par un nul à 3 buts, mais c'est aussi celui du scandale et de la brouille, qui perdure encore aujourd'hui, entre les deux clubs. À la dernière minute Benfica, marque un quatrième but qui en fait le champion, mais à la grande surprise d'un bon nombre d'observateurs l'arbitre annule ce but victorieux.
| Date            | Journée | Adversaire     | Lieu | Score | Buteurs de l'AAC                                    | Class. | Public |
| --------------- | ------- | -------------- | ---- | ----- | --------------------------------------------------- | ------ | ------ |
| 8 janvier 1939  | J01     | SL Benfica     | Ext. | 4 - 0 | -                                                   | 8e     | n.c.   |
| 19 février 1939 | J02     | FC Porto       | Dom. | 1 - 2 | Arnaldo Carneiro 12e                                | 7e     | n.c.   |
| 22 janvier 1939 | J03     | Sporting CP    | Ext. | 3 - 1 | Arnaldo Carneiro                                    | 7e     | n.c.   |
| 29 janvier 1939 | J04     | Académico FC   | Dom. | 5 - 4 | Alberto Gomes 30e 76e, Arnaldo Carneiro 49e 50e 62e | 6e     | n.c.   |
| 5 février 1939  | J05     | Os Belenenses  | Ext. | 8 - 1 | Alberto Gomes 43e                                   | 7e     | n.c.   |
| 26 février 1939 | J06     | FC Barreirense | Dom. | 3 - 1 | Pimenta 6e, Alberto Gomes 76e, Arnaldo Carneiro 89e | 6e     | n.c.   |
| 5 mars 1939     | J07     | Casa Pia AC    | Ext. | 0 - 2 | Pires 60e, Arnaldo Carneiro 83e                     | 6e     | n.c.   |
| 12 mars 1939    | J08     | SL Benfica     | Dom. | 3 - 3 | Arnaldo Carneiro 52e 56e, Manuel da Costa 60e       | 6e     | n.c.   |
| 19 mars 1939    | J09     | FC Porto       | Ext. | 3 - 1 | Pimenta 44e                                         | 7e     | n.c.   |
| 26 mars 1939    | J10     | Sporting CP    | Dom. | 2 - 2 | Arnaldo Carneiro 50e, Manuel da Costa 89e           | 5e     | n.c.   |
| 2 avril 1939    | J11     | Académico FC   | Ext. | 6 - 2 | Arnaldo Carneiro 32e, Manuel da Costa 42e           | 7e     | n.c.   |
| 9 avril 1939    | J12     | Os Belenenses  | Dom. | 0 - 0 | -                                                   | 6e     | n.c.   |
| 16 avril 1939   | J13     | FC Barreirense | Ext. | 3 - 2 | Alberto Gomes 15e 80e                               | 7e     | n.c.   |
| 23 avril 1939   | J14     | Casa Pia AC    | Dom. | 4 - 0 | Arnaldo Carneiro 13e 17e 70e, nini 43e              | 5e     | n.c.   |

Légende
Dom. = à domicile; Ext. = à l'extérieur; Class. = classement

### Taça de Portugal
La coupe du Portugal remplace l'ancienne formule dénommée Campeonato de Portugal, et c'est ainsi la première d'une longue série. Cette première édition fait histoire dans les annales du football portugais, car les deux finalistes après avoir perdu leur match aller réalisent l'exploit de se qualifier. Le Benfica Lisbonne, après avoir perdu à Porto sur le score de 6 à 1, les lisboètes obtiennent la qualification pour la finale en remportant le match retour, à domicile sur le score de 6 buts à 0. En effet les joueurs du FC Porto, quittent le terrain à 15 minutes du coup de sifflet final alléguant la dangerosité du match (les supporters Benfiquistes lançant des pétards sur les joueurs), mais la réalité est tout autre, deux joueurs de Porto ont été expulsés et les neuf restants n'arrivaient plus à contenir les assauts benfiquistes. Malgré les faits avérés, la Fédération portugaise de football, ne prend pas parti et officialise la victoire des joueurs de Lipo Hertzka. Le scandale du championnat ainsi que ce dernier font qu'à partir de ce jour les deux clubs coupent toutes relations. L'Académica après un premier tour face à une équipe de seconde division elle rencontre un des trois grands lors des demi-finales. Le Sporting CP, remporte le match aller 2 buts à 0. La tache est difficile pour la Briosa, mais ils réussissent eux aussi à remporter la victoire sur le score de 5 à 2.
| Date         | Tour        | Adversaire   | Lieu                                | Score | Buteurs de l'AAC                                           | Public |
| ------------ | ----------- | ------------ | ----------------------------------- | ----- | ---------------------------------------------------------- | ------ |
| 15 mai 1939  | 1/8e Aller  | SC Covilhã   | Dom.                                | 5 - 1 | Arnaldo Carneiro (2), Manuel da Costa (3)                  | n.c.   |
| 21 mai 1939  | 1/8e Retour | SC Covilhã   | Ext.                                | 2 - 3 | Nini, Pimenta (2)                                          | n.c.   |
| 28 mai 1939  | 1/4         | Académico FC | Dom.                                | 5 - 3 | Manuel da Costa, Alberto Gomes, Arnaldo Carneiro, Nini (2) | n.c.   |
| 4 juin 1939  | 1/4         | Académico FC | Ext.                                | 1 - 2 | Alberto Gomes (2)                                          | n.c.   |
| 11 juin 1939 | 1/2         | Sporting CP  | Ext.                                | 2 - 0 | -                                                          | n.c.   |
| 18 juin 1939 | 1/2         | Sporting CP  | Dom.                                | 5 - 2 | Arnaldo Carneiro, Pimenta, Manuel da Costa (3)             | n.c.   |
| 25 juin 1939 | Finale      | SL Benfica   | Neutre Campo das Salésias, Lisbonne | 4 - 3 | Pimenta 37e, Alberto Gomes 46e, Arnaldo Carneiro 51e 53e   | 30 000 |

Légende
Dom. = à domicile; Ext. = à l'extérieur

#### Finale
En ce 25 juin 1939, le Benfica Lisbnne est le super favori pour cette première finale de la Coupe du Portugal face à l'Académica. La grande surprise est la supériorité technique des joueurs de Coïmbra, face à une équipe lisboète sans âme. Pourtant ces derniers ont plus d'expérience, sont habitués aux terrains en herbe, et ont des capacités techniques supérieurs, ainsi qu'un public totalement acquit. Mais le sérieux et la tactique des étudiants font qu'ils dominent la zone centrale, enchainant les buts. Après le coup de sifflet final, la Briosa s'impose face aux professionnels de Lisbonne. La petite histoire de cette finale est celle du premier buteur académiste. En effet Pimenta, ne devait pas participer à la finale, préférant se dédier à ses études, mais la veille il décide de partir vers la capitale portugaise, afin de participer à la fête. Arrivé au bord du terrain l'entraineur des étudiants, Albano Paulo, fait appel à ses services.
| ·            |                    |  |
| Titulaires : |                    |  |
|              |                    |  |
| 1            | Tibério            |  |
| 2            | José Maria Antunes |  |
| 3            | César Machado      |  |
| 4            | Octaviano          |  |
| 5            | Pimenta            |  |
| 6            | Nini               |  |
| 7            | Manuel da Costa    |  |
| 8            | Portugal           |  |
| 9            | Faustino           |  |
| 10           | Arnaldo Carneiro   |  |
| 11           | Alberto Gomes      |  |
|              |                    |  |
| Entraîneur : |                    |  |
| Albano Paulo |                    |  |

| ·            |                    |  |
| Titulaires : |                    |  |
|              |                    |  |
| 1            | António Martins    |  |
| 2            | Gustavo Teixeira   |  |
| 3            | João Correia       |  |
| 4            | Gaspar Pinto       |  |
| 5            | Feliciano Barbosa  |  |
| 6            | Francisco Ferreira |  |
| 7            | Francisco Albino   |  |
| 8            | - Espírito Santo   |  |
| 9            | Alexandre Brito    |  |
| 10           | Alfredo Valadas    |  |
| 11           | Rogério de Sousa   |  |
|              |                    |  |
| Entraîneur : |                    |  |
| Lipo Hertzka |                    |  |

| ·            |                    |  |
| Titulaires : |                    |  |
|              |                    |  |
| 1            | Tibério            |  |
| 2            | José Maria Antunes |  |
| 3            | César Machado      |  |
| 4            | Octaviano          |  |
| 5            | Pimenta            |  |
| 6            | Nini               |  |
| 7            | Manuel da Costa    |  |
| 8            | Portugal           |  |
| 9            | Faustino           |  |
| 10           | Arnaldo Carneiro   |  |
| 11           | Alberto Gomes      |  |
|              |                    |  |
| Entraîneur : |                    |  |
| Albano Paulo |                    |  |

| ·            |                    |  |
| Titulaires : |                    |  |
|              |                    |  |
| 1            | António Martins    |  |
| 2            | Gustavo Teixeira   |  |
| 3            | João Correia       |  |
| 4            | Gaspar Pinto       |  |
| 5            | Feliciano Barbosa  |  |
| 6            | Francisco Ferreira |  |
| 7            | Francisco Albino   |  |
| 8            | - Espírito Santo   |  |
| 9            | Alexandre Brito    |  |
| 10           | Alfredo Valadas    |  |
| 11           | Rogério de Sousa   |  |
|              |                    |  |
| Entraîneur : |                    |  |
| Lipo Hertzka |                    |  |

## Statistiques

### Statistiques buteurs
Ce tableau récapitule l'ensemble des statistiques des buteurs dans les différentes compétitions disputées lors de la saison.
| Place   | Nom              | Campeonato Nacional da I Divisão | Taça de Portugal | TOTAL des BUTS |
| 1       | Arnaldo Carneiro | 14 buts                          | 6 buts           | 20 buts        |
| 2       | Alberto Gomes    | 6 buts                           | 4 buts           | 10 buts        |
| 3       | Manuel da Costa  | 3 buts                           | 7 buts           | 10 buts        |
| 4       | Pimenta          | 2 buts                           | 4 buts           | 6 buts         |
| 5       | Nini             | 1 but                            | 3 buts           | 4 buts         |
| 6       | Pires            | 1 but                            | 0                | 1 but          |
| Détails | 6 buteurs        | 26 buts                          | 24 buts          | 50 BUTS        |

### Joueurs utilisés toutes compétitions
Ce tableau récapitule l'ensemble des statistiques des joueurs dans les différentes compétitions disputées lors de la saison 1938-39 (hors matches amicaux et championnat de l'AF Coimbra).
| Nat. | Nom                | Campeonato Nacional da I Divisão | Campeonato Nacional da I Divisão | Campeonato Nacional da I Divisão | Campeonato Nacional da I Divisão | Taça de Portugal | Taça de Portugal | Taça de Portugal | Taça de Portugal | Total | Total       | Total  | Total        |
| Nat. | Nom                | M.j.                             | But inscrit                      | Averti                           | Carton rouge                     | M.j.             | But inscrit      | Averti           | Carton rouge     | M.j.  | But inscrit | Averti | Carton rouge |
|      | Arnaldo Carneiro   | 14                               | 14                               | 0                                | 0                                | 7                | 6                | 0                | 0                | 21    | 20          | 0      | 0            |
|      | Alberto Gomes      | 14                               | 6                                | 0                                | 0                                | 7                | 4                | 0                | 0                | 21    | 10          | 0      | 0            |
|      | Manuel da Costa    | 14                               | 3                                | 0                                | 0                                | 7                | 7                | 0                | 0                | 21    | 10          | 0      | 0            |
|      | José Maria Antunes | 14                               | 0                                | 0                                | 0                                | 7                | 0                | 0                | 0                | 21    | 0           | 0      | 0            |
|      | Octaviano          | 14                               | 0                                | 0                                | 0                                | 7                | 0                | 0                | 0                | 21    | 0           | 0      | 0            |
|      | Faustino           | 14                               | 0                                | 0                                | 0                                | 7                | 0                | 0                | 0                | 21    | 0           | 0      | 0            |
|      | Portugal           | 14                               | 0                                | 0                                | 0                                | 7                | 0                | 0                | 0                | 21    | 0           | 0      | 0            |
|      | César Machado      | 14                               | 0                                | 0                                | 0                                | 7                | 0                | 0                | 0                | 21    | 0           | 0      | 0            |
|      | Nini               | 13                               | 1                                | 0                                | 0                                | 6                | 3                | 0                | 0                | 19    | 4           | 0      | 0            |
|      | Pimenta            | 11                               | 2                                | 0                                | 0                                | 7                | 4                | 0                | 0                | 18    | 6           | 0      | 0            |
|      | Tibério            | 13                               | -35                              | 0                                | 0                                | 4                | -8               | 0                | 0                | 17    | -43         | 0      | 0            |
|      | Almeida            | 3                                | 0                                | 0                                | 0                                | 0                | 0                | 0                | 0                | 3     | 0           | 0      | 0            |
|      | Vasco              | 0                                | 0                                | 0                                | 0                                | 2                | -5               | 0                | 0                | 2     | -5          | 0      | 0            |
|      | Pires              | 1                                | 1                                | 0                                | 0                                | 0                | 0                | 0                | 0                | 1     | 1           | 0      | 0            |
|      | Cipriano           | 1                                | -4                               | 0                                | 0                                | 0                | 0                | 0                | 0                | 1     | -4          | 0      | 0            |
|      | Abreu              | 0                                | 0                                | 0                                | 0                                | 1                | -1               | 0                | 0                | 1     | -1          | 0      | 0            |
|      | Peseta             | 0                                | 0                                | 0                                | 0                                | 1                | 0                | 0                | 0                | 1     | 0           | 0      | 0            |

Légende
Nat. = nationalité; M.j. = match(s) joué(s)

## Référence
1. ↑  Seule la nationalité sportive est indiquée. Un joueur peut avoir plusieurs nationalités mais n'a le droit de jouer que pour une seule sélection nationale.
2. ↑  Seule la sélection la plus importante est indiquée.

1. ↑  « Campeonato Nacional da I Divisão 1938/39 », sur leballonrond.fr.
2. ↑  « Taça de Portugal 1938/1939 », sur leballonrond.fr.
3. ↑  « Académica  4-3 Benfica », sur leballonrond.fr.